# 플린트 (웨일스)

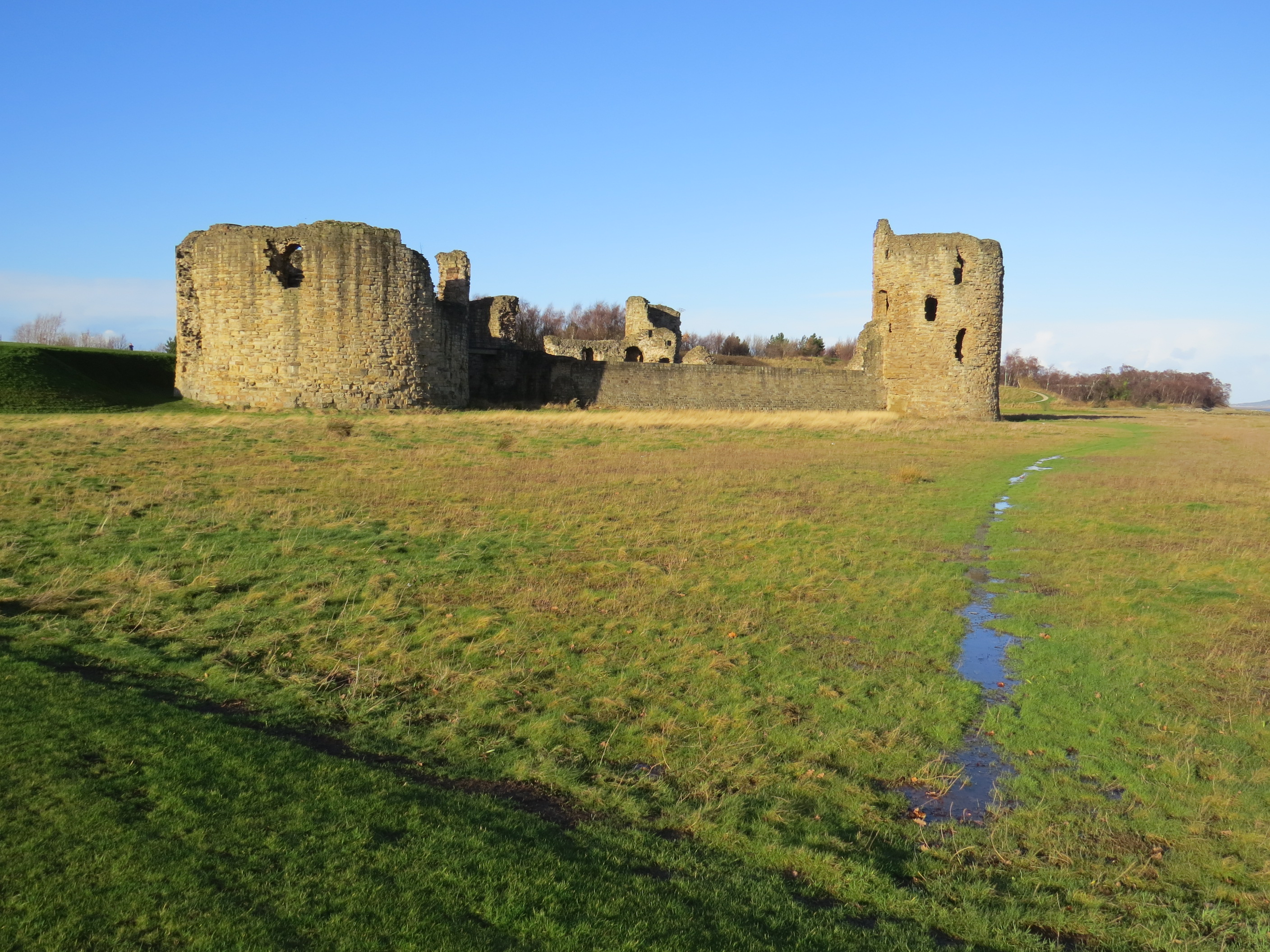
플린트 성

플린트(영어: Flint, 웨일스어: Y Fflint)는 웨일스 플린트셔의 도시로 인구는 12,953명(2011년 기준)이다.